# ウィラ・キャザー

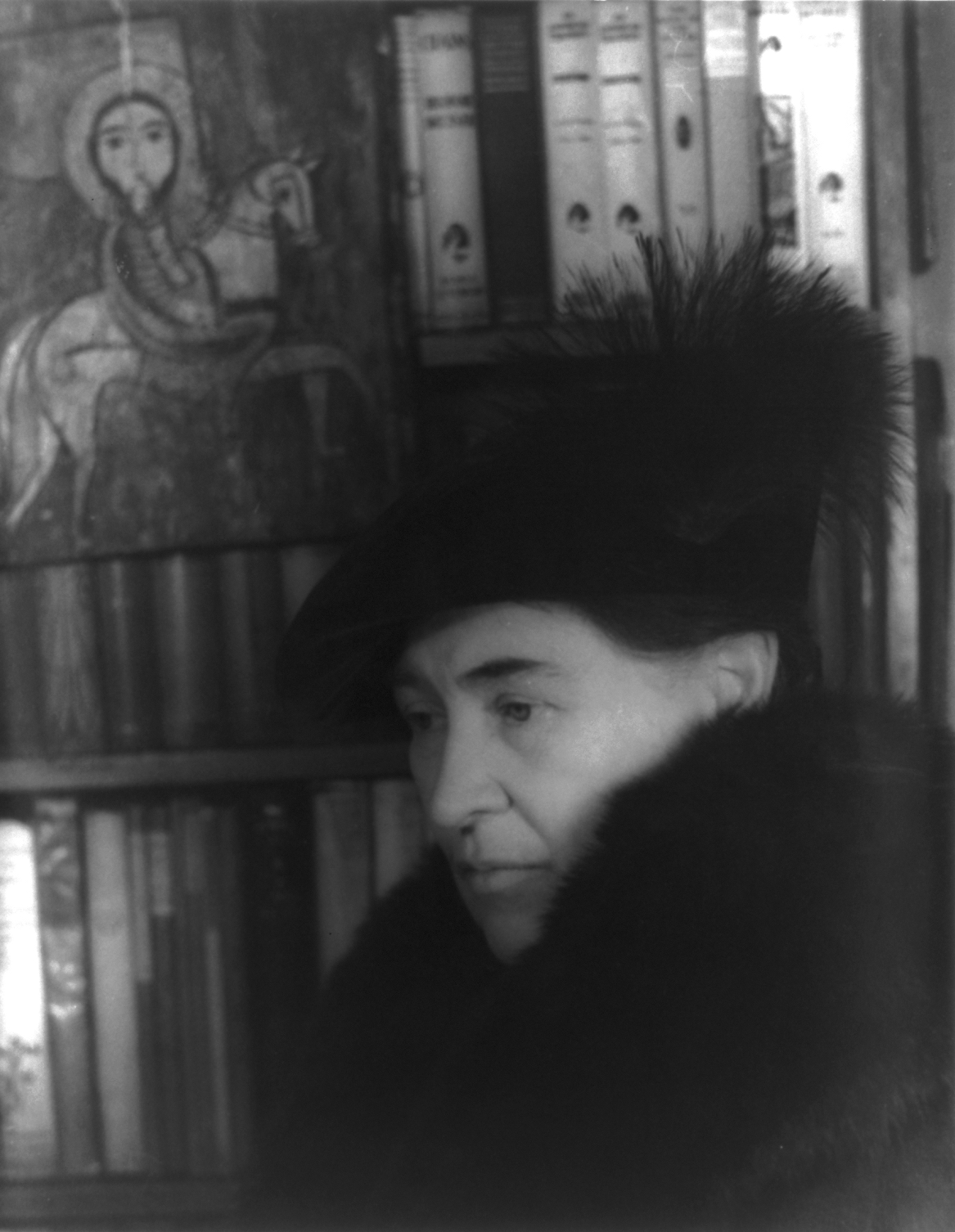
ウィラ・キャザー（1936年）

ウィラ・キャザー（Willa Cather, 1873年12月7日 - 1947年4月24日）は、アメリカ合衆国の女流作家・小説家。20世紀初めのアメリカを代表する作家のひとりである。
ヴァージニア州に生まれたが、9歳のとき家族とともにネブラスカ州のレッド・クラウドという移民たちが土地を開拓している村に移りすむ。ネブラスカ大学リンカーン校を卒業し、ピッツバーグで高等学校の教師になった。そののち、ニューヨークで雑誌編集者をしながら創作に励み、やがて小説家となった。1923年、『One of Ours』でピュリッツァー賞を受賞。ニューヨークで1947年に亡くなった。

## 作品

### 長編小説
- アレグザンダーの橋（Alexander's Bridge、1912年）
- おお開拓者よ！（O Pioneers!、1913年）
- ひばりの歌（The Song of the Lark、1915年）
- マイ・アントニーア（My Ántonia、1918年）
- われらの一人（One of Ours、1922年）
- 迷える夫人（A Lost Lady、1923年）
- 教授の家（The Professor's House、1925年）
- 私の不倶戴天の敵（My Mortal Enemy、1926年）
- 大司教に死来る（Death Comes for the Archbishop、1927年）
- 巌の上の影（Shadows on the Rock、1931年）
- 別れの歌（Lucy Gayheart、1935年）
- サファイラと奴隷娘（Sapphira and the Slave Girl、1940年）

### 短編小説
- ポールの場合（Paul's Case）
- 隣人ロシキー（Neighbour Rosicky）